# 2013年千島群島地震
2013年千島群島地震是指在2013年4月19日千島群島發生日本气象厅地震规模7.2級地震。目前暫無人員傷亡和財產損失的報告。根據日本氣象廳，地震發生在當地時間12時13分，震央在俄羅斯薩哈林州千島群島(北緯46.2度、東經150.9度)，震源深度10公里。氣象廳相信，這次地震不會引發海嘯。
日本氣象廳表示，北海道部分地區測到震度4，青森、岩手、宮城測到震度3，山形、福島、埼玉有震度2，東京則測到震度1，目前沒有海嘯危險。據報，北部北海道全島有震感。美國地質勘探局錄得的震中位於東北275公里的千島群島，地質勘探局說，地震發生後沒有發出海嘯預警。日本气象厅最初测报地震规模為7.0級，後被向上修正至7.2級。

## 外部連結
- . 2013-04-19  [2013年4月19日]. （原始内容存档于2020-12-16）.